# Cyanella
Cyanella là một chi thực vật có hoa trong họ Tecophilaeaceae.